# Kuki Zalazar
José Luis Zalazar Martínez (Montevideo, 5 de mayo de 1998), más conocido como Kuki Zalazar, es un futbolista hispano-uruguayo que juega como centrocampista en el A. D. Ceuta F. C. de la Segunda División de España. Es hijo del exfutbolista José Luis Zalazar y hermano del futbolista Rodrigo Zalazar.

## Trayectoria
Nacido en Montevideo y criado en España, se formó en las canteras del Albacete Balompié y el Málaga C. F., llegando a jugar en su filial. Este último lo cedió el 8 de agosto de 2017 al F. C. Cartagena, que en ese momento competía en la Segunda División B.
El 30 de agosto de 2018 rescindió su contrato con el Málaga C. F. y firmó por el Real Valladolid Club de Fútbol, para incorporarse al Real Valladolid Club de Fútbol Promesas. El 19 de enero de 2021 hizo su debut en la Primera División de España, saltando al campo en el minuto 89 del duelo entre el Real Valladolid C. F. y el Elche C. F. en Pucela. También disputó 27 minutos en los que aportó una asistencia de gol en el encuentro de la jornada 20 frente al Levante U. D. que acabó con empate a dos.
En agosto de ese mismo año abandonó la entidad pucelana tras ser traspasado a la S. D. Ponferradina. Con el equipo berciano disputó 28 partidos en Segunda División antes anunciarse, el 31 de agosto de 2022, su fichaje por el R. C. Deportivo de La Coruña. Un año después, tras rescindir su contrato, se unió al Córdoba C. F. Con ellos consiguió un ascenso a Segunda División y se marchó en febrero de 2025 para jugar en la A. D. Ceuta F. C.

## Selección nacional
En 2014 debutó con la selección de fútbol sub-16 de España con la que jugó 4 partidos en los que anotó un gol. Más tarde, sería internacional con la selección de fútbol sub-17 de España, con la que jugó 17 partidos y anotó 6 goles.

## Clubes
Actualizado al último partido disputado el 31 de mayo de 2025.
| Club                           | País          | Año           | Partidos | Goles |
| ------------------------------ | ------------- | ------------- | -------- | ----- |
| Atlético Malagueño             | España        | 2015-2017     | 82       | 25    |
| F. C. Cartagena (cedido)       | España        | 2017-2018     | 27       | 1     |
| Real Valladolid C. F. Promesas | España        | 2018-2021     | 85       | 20    |
| Real Valladolid C. F.          | España        | 2021          | 7        | 2     |
| S. D. Ponferradina             | España        | 2021-2022     | 31       | 1     |
| R. C. Deportivo de La Coruña   | España        | 2022-2023     | 31       | 2     |
| Córdoba C. F.                  | España        | 2023-2025     | 48       | 4     |
| A. D. Ceuta F. C.              | España        | 2025-act.     | 18       | 4     |
| Total carrera                  | Total carrera | Total carrera | 329      | 59    |